# Paralleloneurum pygmaeum
Paralleloneurum pygmaeum är en tvåvingeart som beskrevs av Meijere 1916. Paralleloneurum pygmaeum ingår i släktet Paralleloneurum och familjen styltflugor. Inga underarter finns listade i Catalogue of Life.